# トム・カイリー
トム・カイリー（Thomas "Tom" Francis Kiely, 1869年8月25日 - 1951年11月6日）は、アイルランドの陸上競技選手。1904年セントルイスオリンピックの金メダリストである。

## 経歴
トム・カイリーは、1904年セントルイスオリンピックの十種競技に出場。オリンピックで混成競技が実施されるのはこの大会からであった。当時はオールラウンドと称し現在の十種競技につながっていくものではあるが、現在の十種競技とは種目の中身が違うことと、全種目を1日で終了するという点で異なっている。
カイリーは、7人が参加したこの種目で、4種目でトップの成績を上げ、アメリカのアダム・ガンらをおさえ、初代十種競技オリンピックチャンピオンに輝いた。

### カイリーの成績
| 種目              | 記録    | 順位 |
| ----------------- | ------- | ---- |
| 100ヤード         |         | 6位  |
| 砲丸投            | 10m82   | 3位  |
| 走高跳            | 1m52    | 5位  |
| 880ヤード競歩     | 3分59秒 | 1位  |
| ハンマー投        | 36m76   | 1位  |
| 棒高跳            | 2m74    | 3位  |
| 120ヤードハードル | 17秒8   | 1位  |
| 56ポンド重錘投げ  | 8m91    | 1位  |
| 走幅跳            | 5m94    | 2位  |
| 1マイル           | 5分51秒 | 4位  |